# Serie A1 1953/54
Die Saison 1953/54 war die 21. Spielzeit der Serie A1, der höchsten italienischen Eishockeyspielklasse. Meister wurde zum insgesamt vierten Mal in der Vereinsgeschichte der HC Milano Inter.

## Modus
Die acht Mannschaften absolvierten in der Hauptrunde jeweils sieben Spiele. Der Erstplatzierte der Hauptrunde wurde Meister. Für einen Sieg erhielt jede Mannschaft zwei Punkte, bei einem Unentschieden gab es einen Punkt und bei einer Niederlage null Punkte.

## Hauptrunde
|    | Klub                        | Sp | S | U | N | Tore  | Punkte |
| -- | --------------------------- | -- | - | - | - | ----- | ------ |
| 1. | HC Milano Inter             | 7  | 7 | 0 | 0 | 74:27 | 14     |
| 2. | HC Bozen                    | 7  | 5 | 0 | 2 | 90:35 | 10     |
| 3. | HC Diavoli Rossoneri Milano | 7  | 5 | 0 | 2 | 72:33 | 10     |
| 4. | SG Cortina                  | 7  | 4 | 0 | 3 | 36:25 | 8      |
| 5. | HC Auronzo                  | 7  | 3 | 0 | 4 | 39:54 | 6      |
| 6. | HC Ortisei                  | 7  | 3 | 0 | 4 | 28:51 | 6      |
| 7. | HC Alleghe                  | 7  | 1 | 0 | 6 | 35:77 | 2      |
| 8. | Asiago Hockey               | 7  | 0 | 0 | 7 | 13:85 | 0      |

## Meistermannschaft
Giancarlo Agazzi – Vittorio Bolla – Franco Bollani – Giampiero Branduardi – Ernesto Crotti – Bob Dennison – Alfredo Fontana – Umberto Gerli – Riccardo Gioia – Jimmy McGeorge – Giuseppe Zerbi

## Relegation
| 2. März 1954 | Torino HC Valerio Quinz (2) Willy Colombo (2) Aldo De Zordo (5) Igino Fece (4) Renato Doglio (2) | 15:2 (9:1, 3:1, 3:0) | Asiago Hockey Cesare Gios Carlo Bonomo | Mailand |

## Serie B
Nachdem der HC Valpellice mit dem Gewinn der Serie B den sportlichen Aufstieg in der Vorsaison erreicht hatte, aber wirtschaftlich an diesem gescheitert war, wurde dessen Präsident – Cotta Morandini – Manager des neu gegründeten „Torino Hockey Club“. Dieser gehörte zu Torino Sport, einem Omnisportclub, dem auch die  Fußballmannschaft von Torino Calcio gehörte. Die besten Spieler des HC Valpellice wechselten zum THC, der zwei Mannschaften meldete - eine im THC-Trikot, das zweite im HCV-Trikot. Beide Teams trugen ihre Heimspiele auf der zweiten Kunsteisbahn Italiens aus, der Eisbahn des Torino Esposizioni.
West
|    | Klub                      | Punkte | Torv. |
| -- | ------------------------- | ------ | ----- |
| 1. | Torino HC                 | 10     | +37   |
| 2. | Isolabella Amatori Milano | 10     | +18   |
| 3. | Bocconi Milano            | 2      |       |
| 4. | HC Valpellice             | 2      |       |

Ost
|    | Klub          | Punkte |
| -- | ------------- | ------ |
| 1. | HC Bolzano II | 15     |
| 2. | WSV Vipiteno  | 10     |
| 3. | Sasslong      | 9      |
| 4. | SC Renon      | 6      |
| 5. | SC Meran      | 0      |

Finale
- Torino HC - HC Bolzano II 10-3

Turin : Eugenio Ferreccio (Luigi De Marchi) / Valerio Quinz - Claudio Saio ; Giorgio Fiorio / Aldo De Zordo - Igino Larese Fece - Willy Colombo; Vittorio Veglia - Renato Doglio.